# عبد الله دشتي
عبد الله علي حاجيه دشتي مواليد دولة الكويت، نائب سابق شارك في انتخابات مجلس الامة الكويتي في فصله التشريعي الثاني عام 1967 عن الدائرة السابعة (الدسمة) وجاء بالمركز الخامس وحصل علي (810) صوت ونجح بالانتخابات. والد الوزيرة والنائبة السابقة في مجلس الامة الكويتي رولا دشتي.